# Palazzo Petina
Il Palazzo Petina è un edificio di valore storico e architettonico di Napoli, situato in Piazza Cavour.
Il palazzo venne probabilmente costruito nella prima metà del XVII secolo. Nel corso del secolo successivo appartenne ai Confalone, marchesi della Petina. Sappiamo ad esempio che Giovanna Confalone, dei marchesi della Petina, stipulò un contratto con Nicola Moscati, proprietario del palazzo omonimo, ai Vergini, per la costruzione di una condotta, che portasse acqua dalla propria dimora alle cisterne della residenza Moscati. Nel Catasto provvisorio del 1815 si ravvisa un ulteriore cambio di proprietà nella persona del marchese Ottavio de Piccolellis (1789-1852), il quale però acquistò nel 1831 il piano ammezzato del celebre Palazzo Zevallos in via Toledo, mettendo probabilmente in vendita questo palazzo.
L'edificio presenta su Piazza Cavour un'imponente facciata di cinque piani, rinnovata per l'ultima volta nel corso del XIX secolo. Un basamento in bugnato liscio ricopre il piano terra e il piano ammezzato, mentre i due piani nobili presentano una trabeazione retta che sormonta le cornici delle finestre. Infine, al di sopra del quarto piano corre un cornicione ornamentale, sopra il quale è stato eretto certamente nel corso del rifacimento ottocentesco il quinto piano con le sue due terrazze angolari. Il portale, sulla cui chiave di volta è presente uno stemma bipartito in piperno, è l'unico elemento seicentesco superstite dell'intera struttura. Superato il breve androne voltato a botte, si raggiunge il cortile a pianta rettangolare, chiuso sul fondo da una scala aperta a tre arcate, sobria e imponente al tempo stesso; dietro la quale si giungeva al giardino perduto negli anni '70 del XIX secolo, quando venne tracciata ed edificata l'attuale via Mario Pagano.
Il palazzo oggi ospita appartamenti privati, studi professionali e un bed and breakfast e gode di ottime condizioni di conservazione.
Il palazzo ospita al piano terra la Farmacia del Sole (in origine denominata Spezieria del Sole ) presente in sede da oltre 205 anni e nella quale si vendeva la Polvere di Roccasecca, la farmacia oggi è di proprietà del Dott.Pasquale Russo.

## Altre immagini

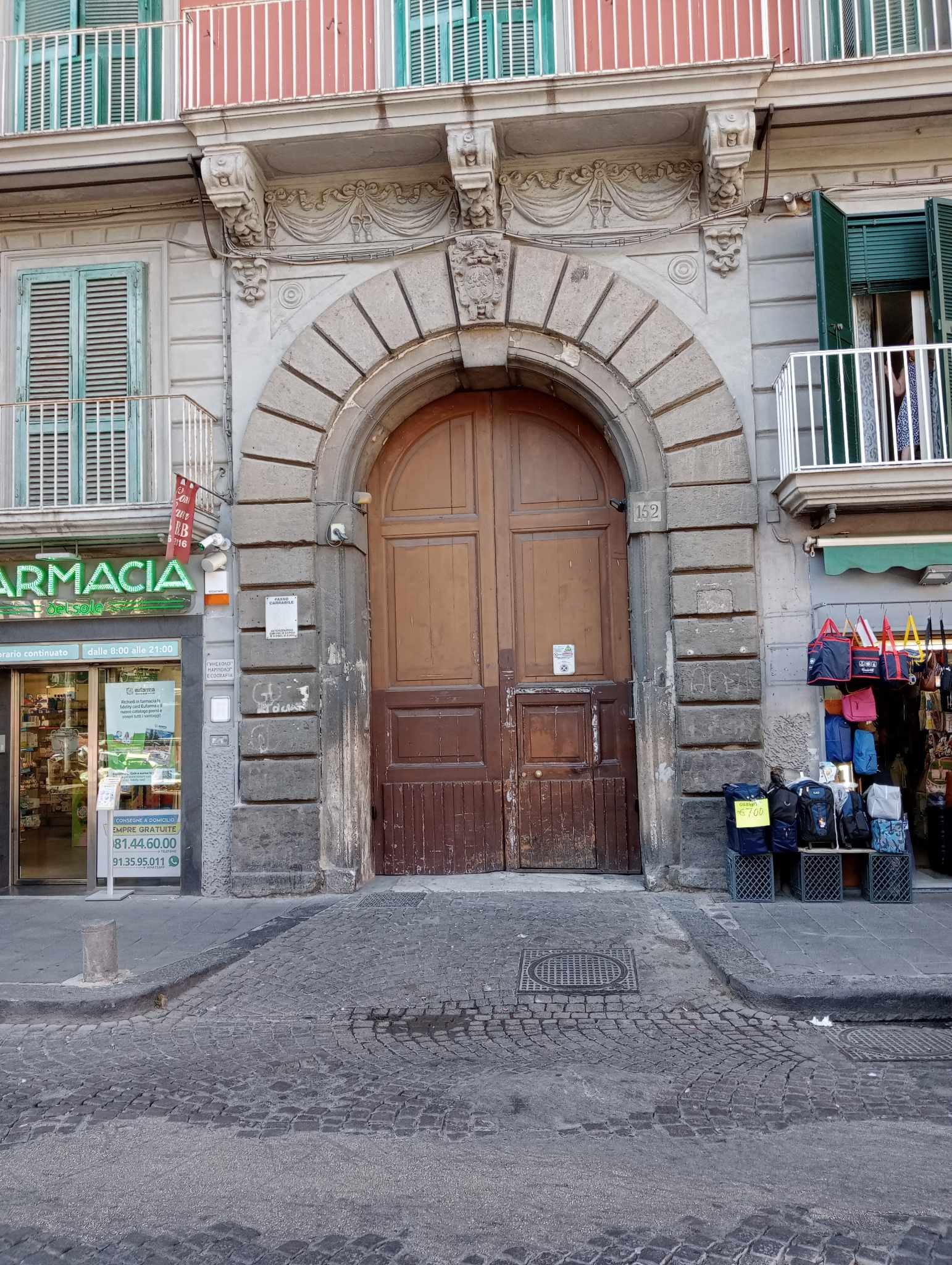
Il portale
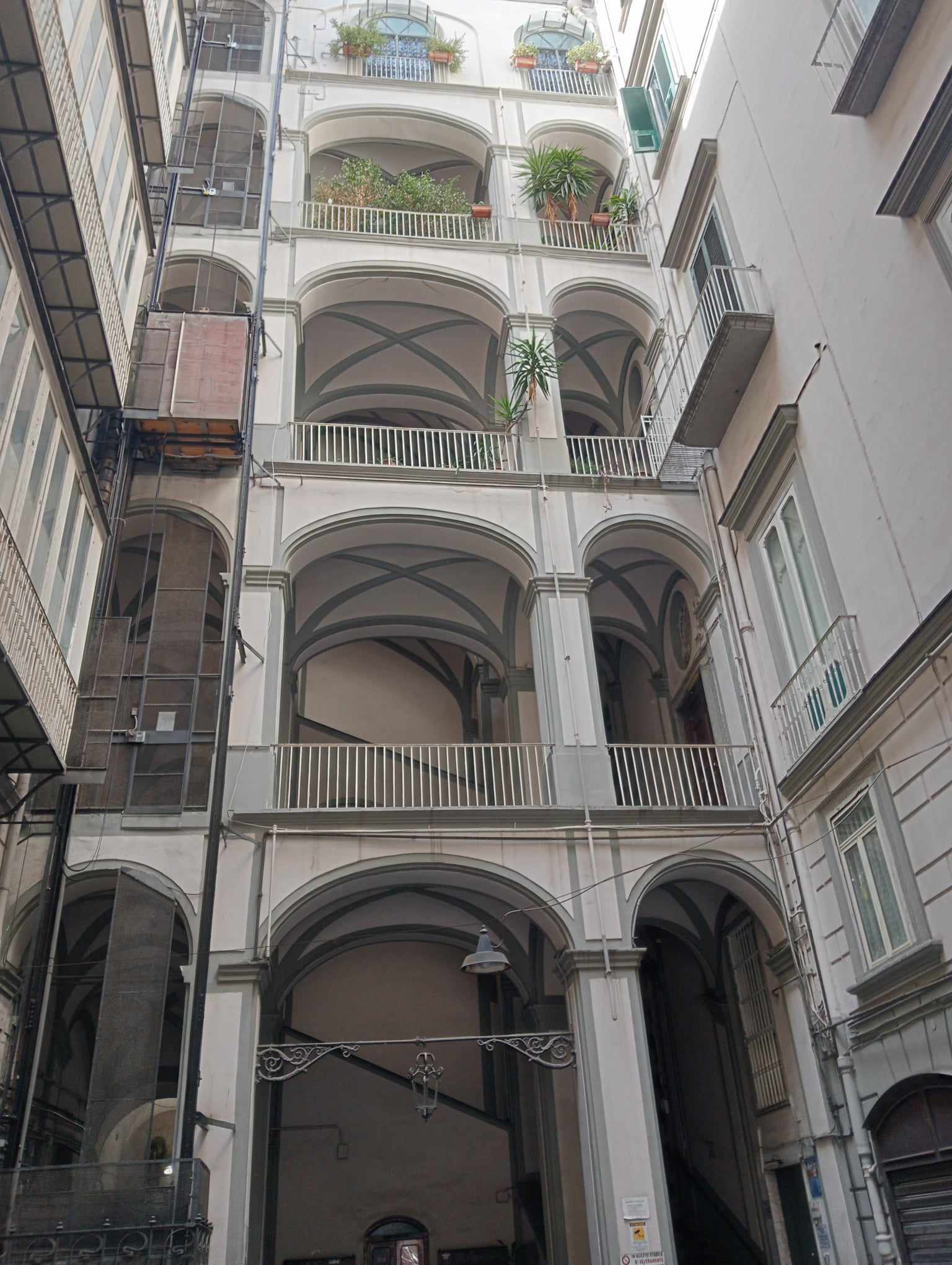
La scala aperta